# Dangerous (singel Jamesa Blunta)
Dangerous – utwór brytyjskiego wokalisty Jamesa Blunta. Wydany został 26 lipca 2011 roku przez wytwórnię płytową Atlantic Records jako piąty singel z jego trzeciego albumu studyjnego, zatytułowanego Some Kind of Trouble. Twórcami tekstu utworu są James Blunt i Steve Robson, który zajął się też jego produkcją. „Dangerous” dotarł do 75. pozycji na liście przebojów w Belgii. 23 sierpnia 2011 roku wydany został album zawierający dwa remiksy tego utworu.

## Teledysk
Do singla nakręcono także teledysk, a jego reżyserią zajął się Luc Janin. Kręcony został w Londynie w klubie Volupté. Nakręcony został z perspektywy kobiety przechodzącej przez różne pokoje, aż na końcu spotyka Blunta. Reżyser teledysku wykorzystał podczas jego kręcenia ujęcia travellingu.

## Pozycje na listach przebojów
| Kraj              | Lista (2011) | Pozycja |
| ----------------- | ------------ | ------- |
| Belgia (Flandria) | Ultratip 50  | 75      |